# Alfred de Vinck de Winnezeele
Alfred Louis Marie François-Xavier de Vinck de Winnezeele (Antwerpen, 25 mei 1852 - aldaar, 16 januari 1914) was een Belgisch politicus voor de Meetingpartij (Katholieke Partij).

## Biografie

### Familie
Baron Alfred de Vinck was een telg uit de familie De Vinck. Hij was de oudste van de drie zoons van baron Jules de Vinck (1813-1878) en Louise Huughe de Peutevin (1827-1864). Zijn vader was gedeputeerde van de provincie Antwerpen en schepen van de stad Antwerpen en zijn grootvader Louis de Vinck was gedeputeerde en gouverneur van de provincie Antwerpen. Jules de Vinck verkreeg in 1846 adelserkenning en een baronstitel die in 1871 werd uitgebreid tot al zijn nakomelingen. Dat hij en zijn nazaten het kasteel 't Hooge in Zillebeke als hun hoofdresidentie namen was het gevolg van de erfenis van de familie Carton de Winnezeele die hen, via de familie Huughe de Peutevin, ten goede was gekomen. Als bijkomend eerbetoon tegenover de uitgestorven familie van zijn grootmoeder, Carton de Winnezeele, kreeg Alfred in 1887 vergunning om voor zijn familietak de Winnezeele aan de familienaam toe te voegen.
Hij trouwde in 1876 met Charlotte Cogels (1851-1925), dochter van John Cogels, grootgrondbezitter, schepen van Antwerpen senator. Ze kregen zeven zoons.
- Raoul de Vinck de Winnezeele (1877-1942), trouwde in 1926 in Nice met Marie Drappier (1895-1973). Het huwelijk bleef kinderloos.
- Baudouin de Vinck de Winnezeele (1878-1944), trouwde in 1902 in Merksem met Jeanne Ullens de Schooten (1880-1955). Ze kregen een zoon en drie dochters, met afstammelingen tot heden.
- Jules de Vinck de Winnezeele (1879-1944), trouwde in 1905 in Brussel met Julie Snoy (1885-1911), dochter van baron Albert Snoy, bankier, provincieraadslid van Brabant, senator en burgemeester van Melsbroek. Ze kregen een zoon en een dochter, maar zonder afstammelingen. Hij trouwde een tweede maal in 1913 in Sint-Pieters-Leeuw met Marguerite Malou (1888-1939). Ze kregen een dochter, met afstammelingen. Hij trouwde een derde maal in 1941 in Brussel met Bertha Roggen (1862-1953). Het huwelijk bleef kinderloos.
- Jacques de Vinck de Winnezeele (1882-1968), trouwde in 1926 in Luik met Joséphine Colette (1892-1945). Het huwelijk bleef kinderloos.
- Henri de Vinck de Winnezeele (1888-1897)
- Louis de Vinck de Winnezeele (1893-1898)
- Henri-Louis de Vinck de Winnezeele (1899-1978), trouwde in 1926 in Elsene met Hedwige d'Hoop (1900-1981), dochter van Alfred d'Hoop, conservator bij het Rijksarchief en voorzitter van de Association des conservateurs d'archives, de bibliothèques et de musées. Hij trouwde een tweede maal in 1967 in Glabais met Suzanne Almain de Hase (1912-1995), dochter van Ferdinand Almain de Hase, advocaat. Beide huwelijken bleven kinderloos.

Hij was een schoonbroer van baron Frédégand Cogels, senator en gouverneur van Antwerpen, en Charles du Bois de Vroylande, burgemeester van Halle, gedeputeerde van Antwerpen en gouverneur van Antwerpen.

### Loopbaan
Na cavaleriekapitein te zijn geweest begon De Vinck aan een politieke loopbaan in Zillebeke en werd er gemeenteraadslid, maar na zijn huwelijk met een telg uit het geslacht Cogels getrouwd te zijn vestigde hij zich in Antwerpen en werd er eveneens gemeenteraadslid.
In 1902 werd hij verkozen tot katholiek senator voor het arrondissement Antwerpen en vervulde dit mandaat tot in 1910. Hij zetelde in de Senaat tijdens dezelfde jaren als zijn jongere broer Gaston de Vinck, senator voor het arrondissement Kortrijk-Ieper.
De Vinck was ook secretaris en vervolgens voorzitter van de Koninklijke Academie voor Archeologie van België en voorzitter van het Koninklijk Aardrijkskundig Genootschap van Antwerpen.